# OLE DB
A OLE DB é uma API desenvolvida pela Microsoft com base no COM. Essa API representa uma biblioteca de interface COM que permite o acesso universal a diversas fontes de dados. 
O SQL Server inclui um provedor OLE DB nativo. O provedor oferece suporte aos aplicativos escritos com o OLE DB ou com outras APIs que usam o OLE DB, como a ADO. O SQL Server, através do fornecedor nativo, também oferece suporte a objetos ou componentes de usam o OLE DB, como o ActiveX, a ADO ou os Microsoft .NET Enterprise Servers.
Muito usado pela microsoft.